# 東幸治

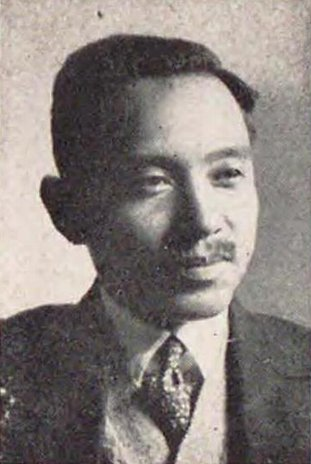
東幸治

東 幸治（ひがし こうじ、1884年（明治17年）11月25日 - 1925年（大正14年）6月21日）は、日本の衆議院議員（立憲政友会→政友本党）。ジャーナリスト。号は孤竹。

## 経歴
鹿児島県出水郡上出水村（現在の出水市）出身。鹿児島中学校を卒業後、『鹿児島新聞』の記者となった。その後の1917年（大正6年）に中央大学を卒業した。内務省・鉄道省の嘱託として、アメリカ合衆国・メキシコ・中華民国・フィリピン・ボルネオ島・ジャワ島・マレー半島・南洋諸島・シベリアなどを調査した。
1924年（大正13年）、衆議院補欠選挙に出馬し、当選。同年の第15回衆議院議員総選挙で再選を果たした。

## 著書
- 『桜島大噴火記』（1914年、若松書店・松田書店）
- 『米墨縦横』（1920年、政教社）